# 水野義純
水野 義純（みずの よしずみ、文明6年（1474年）? - 天文18年8月3日（1549年8月25日））は、室町時代の武将。通称は左兵衛尉。父は足利義視とされる。子に水野義利。

## 生涯
『系図纂要』では、足利義視の四男とされている。また、室町幕府の10代将軍・足利義材の異母弟とされ、母は水野氏という。母方の姓である水野を称する。なお、同書では79歳で死去とし、法号は道純とする。
子孫は豊臣秀長に仕えて大和国高取藩主となった本多俊政、およびその家老家の本多氏という。